# Plotino C. Rhodakanaty
Plotino Constantino Rhodakanaty (Grieks: Πλωτίνος Κωνσταντίνος Ροδακανακις) (Athene, 14 oktober 1828 - Mexico-stad, 2 februari 1890) was een Grieks-Mexicaans anarchist en filosoof.
Rhodakanaty stamde af van de Byzantijnse dynastie van de Paleologen. Hij studeerde aan de Universiteit van Wenen waar hij in aanraking kwam met de ideeën van Charles Fourier, Michail Bakoenin en Pierre-Joseph Proudhon. Hij streed aan de zijde van de Grieken tegen het Ottomaanse Rijk en tijdens de Hongaarse Revolutie van 1848 voor de onafhankelijkheid van Hongarije tegen Oostenrijk. Nadat deze revolutie was neergeslagen werd hij ter dood veroordeeld en zag hij zich gedwongen het land te ontvluchten.
In 1860 kreeg Rhodakanaty toestemming van de Mexicaanse regering, die in kolonisatie door Europeanen een manier zag om het land te ontwikkelen, om in Mexico een mutualistisch project op te zetten. In 1868 opende hij in Chalco een 'Socialistische Club', waarin hij anarchistische en socialistische ideeën onderwees. Hij publiceerde het tijdschrift Cartillo Socialista, en richtte in 1870 het Gran Círculo de Obreros op, Mexico's eerste vakbond. Ook stichtten Rhodakanaty en zijn volgelingen de Mexicaanse afdeling van de Eerste Internationale.
Rhodakanaty was aanvankelijk een verdediger van de liberale Mexicaanse regering, maar kwam gaandeweg in conflict met de regering, deels vanwege de in Rhodakanaty's ogen te autoritaire koers, maar vooral vanwege het door de regering bevorderde positivisme, een filosofische stroming die hij verwierp, vooral omdat het positivisme de zin van metafysica verwierp. In 1885 werd hij ten slotte als ongewenst vreemdeling het land uit gezet. Over zijn latere leven is niets bekend.
Rhodakanaty was de eerste anarchist van Latijns-Amerika en een van de eerste socialisten in Mexico. Hij wordt wel gezien als een verre voorganger van de Mexicaanse Revolutie.
- Bibliothèque nationale de France: cb17109980f (data)
- Catàleg d'autoritats de noms i títols de Catalunya: 981058519205506706
- Gemeinsame Normdatei: 130359491
- International Standard Name Identifier: 0000 0000 7873 5040
- Library of Congress Control Number: n78058417
- Nationale Bibliotheek van Tsjechië: skuk0004785
- SNAC: w601637t
- Système universitaire de documentation: 147594510
- Virtual International Authority File: 30643271
- WorldCat: E39PBJwRXFh3g8vMPRjc7t384q